# Stream (film)
 (novembre 2024).
Si vous disposez d'ouvrages ou d'articles de référence ou si vous connaissez des sites web de qualité traitant du thème abordé ici, merci de compléter l'article en donnant les références utiles à sa vérifiabilité et en les liant à la section « Notes et références ».
Pour les articles homonymes, voir Stream.
Pour plus de détails, voir Fiche technique et Distribution.
Stream est un film réalisé par Michael Leavy et sorti en 2024.

## Distribution
- Jeffrey Combs : Mr Lockwood
- Charles Edwin Powell : Roy Keenan
- Tim Reid : Dave Burham
- Dee Wallace : Linda Spring
- Wesley Holloway : Kevin